# 稲嶺一郎
稲嶺 一郎（いなみね いちろう、1905年9月23日 - 1989年6月19日）は、日本の政治家、実業家。位階は従三位、勲等は勲一等。沖縄県国頭郡本部村出身。元沖縄県知事稲嶺惠一の父。

## 来歴・人物
1929年早稲田大学に入り、その後下宿先となった早稲田大学の恩師、西村眞次の長女と結婚。卒業後は南満洲鉄道に入社。満鉄青年同志会に参加し、用務部長として十河信二や山崎元幹という満鉄有力者と個人的な関係を結んだ。満鉄駐在員としてバンコクに滞在し、タイの王族、華僑、現地有力者などとの間で親交を結ぶ。東南アジアの新しいリーダーと戦中に交際を深めたことが、戦後のアセアン人脈となる。
第二次世界大戦中は、海軍武官府に出向しインドネシアのジャカルタに赴任。敗戦後にはジャカルタ在住の沖縄県出身者コミュニティーの中心的人物となり、インドネシア人に漁業技術等を伝授。インドネシア独立戦争を支援した容疑でオランダ当局によって投獄された。
日本本土に帰国後は戦後すぐに結成された沖縄人連盟に参加し、英語能力を生かしGHQ琉球課との接触の窓口を勤める。GHQ琉球課長ウェッカリングの依頼を受け、戦後初めて沖縄人連盟を代表して、地上戦で荒廃した沖縄本島を1947年に訪問。沖縄県民から大歓迎を受ける。当時の沖縄本島は、米軍基地拡大により耕地を接収される一方、南洋群島や満洲から強制的に引揚民が帰還させられたため、過剰人口で溢れかえっていると稲嶺には見えた。ただし、引揚の積極推進を率先して行ったのは、当の沖縄人連盟であった。
そのため稲嶺は、沖縄県の復興を、戦前の最大の産業ともいうべき移民事業の再興によって、しかも、旧南洋諸島への再移民許可によって行うべしとする報告書をまとめ、琉球課に提出し受理される。米国海軍の反対でその案が否定されると、ブラジル・アルゼンチンへの移民送出事業のため、沖縄民政府を代表し南米視察に出かける。移民事業は、旧南洋群島と共にアメリカの信託統治領に沖縄県を編入して欲しいとする、稲嶺の考えを支える経済的社会的土台であった。稲嶺が移民へ深く係わったのは、大東亜共栄圏時代に人口再配置による計画経済の影響を受けたことと、戦前の沖縄県が移民を主産業として成立していた事実からであった。
屋良朝苗率いる沖縄教職員会主催の矢内原忠雄による1957年の沖縄訪問にも、移民事業は沖縄県再興の切り札として期待され、実際、ボリビア等に沖縄県民が送出された（オキナワ移住地）。後に、移民は瀬長亀次郎などの沖縄人民党から、「棄民」であるとの批判を浴び、日本本土への出稼ぎが本格化すると衰退していった。
1950年、琉球水産連合会会長の就任要請を受けて、沖縄へ帰還した。帰還後すぐに、「戦後復興を図るためには、石油製品の安定供給が必要だ。」と考え、石油販売権を握っていた米民政府と交渉し、民間移管の承認を得た。1950年9月に琉球石油（現在のりゅうせき）を創立、代表取締役社長に就任した。その後、正妻の内助の功に支えられながら、沖縄県随一の企業へと育て上げる。そこから得た収益を、沖縄産業振興や奨学金制度、国際親善に投入した。産業振興の功績として、大規模畜産業や柑橘類のタンカン（北部地域などでは“一郎ミカン”とも呼ばれる）、牧草用のネピアグラス、薬草のクミスクチン、黒真珠などが挙げられる。
1970年の国政参加選挙（第8回参議院議員補欠選挙）に自由民主党から参議院議員に当選。3期13年務め、沖縄県の発展に尽力。沖縄県保守勢力の中心的存在となる。議員時代は、海洋博覧会の誘致や沖縄自動車道の設置などに尽力した。
政界屈指のアセアン人脈の持ち主として知られた。独立闘争を支援したことから、インドネシアの建国記念式典に国賓待遇で迎えられたこともある。日本インドネシア友好団体協議会会長、日本カンボジア協会会長などの要職を歴任した。
1976年にサンパウロ市民文化章受章、同年11月の秋の叙勲で勲二等に叙され、瑞宝章を受章、1988年に海外移住功労賞受賞、さらに同年4月の春の叙勲で勲一等に叙され瑞宝章を受章する。
1989年6月19日、死去した。83歳没。同月30日、特旨を以て位記を追賜され、死没日付をもって従三位に叙された。